# University of Toronto Press
University of Toronto Press est une maison d'édition fondée en 1901 et aussi un distributeur de livres .
Rattachée à l'université de Toronto, elle publie notamment le Dictionnaire biographique du Canada (Dictionary of Canadian Biography).